# Абу Наср Саид аль-Мустаин
Абу Наср Сад аль-Мустаин (ум. 1465) — правитель Гранадского эмирата (1454—1462, 1462—1464).

## Биография
Представитель династии Насридов. Сын принца Ахмада ибн Юсуфа и внук гранадского эмира Юсуфа II аль-Мустагани (1391—1392).
В 1454 году скончался гранадский эмир Мухаммад IX (1396—1454), правивший в 1419—1427, 1430—1431, 1432—1445, 1447—1454 годах. Могущественный клан Абенсераги выдвинул на эмирский трон своего претендента Абу Насра Саида, известного также как Мулей Сад. Абу Наср Сад контролировал западную часть эмирата с городами Архидона и Ронда. Его соперник Мухаммад XI управлял Гранадой, Малагой, Гуадиксом и Альмерией.
Эмир Абу Наср Сад пользовался поддержкой и являлся вассалом кастильского короля Хуана II (1406—1454). После смерти своего сюзерена в июле 1454 года гранадский эмир отказался подтвердить свою вассальную зависимость от Кастилии.
В 1454 году гранадский эмир Мухаммад XI (1453—1454) заключил перемирие с Кастильским королевством, невыгодное для Гранады. В том же году Абу Наср Саид при поддержке клана Абенсераги захватил Гранаду. Его соперник Мухаммад XI бежал из столицы в Малагу, где продолжил сопротивление. Вскоре он был разбит и схвачен принцем Абу-ль-Хасаном ибн Садом, который доставил его в Альгамбру, где Мухаммада казнили вместе со всей семьёй.
В первые годы правления Абу Насра Сада война с Кастилией продолжалась (1455, 1457). Испанцы опустошили Вега Гранаду и заняли замки Уэльма и Химена. В 1457 году было заключено частичное перемирие.
В июле 1462 года эмир Абу Наср Сад выступил против клана Абенсераги и убил двух членов этого рода в Альгамбре, остальные члены клана бежали в Малагу, где в сентябре того же 1462 года провозгласили новым эмиром Юсуфа V. Между тем, 20 августа испанцы захватили крупный гранадский город-порт Гибралтар. В сентябре испанцы заняли Арчидону. В ноябре 1462 года эмир Юсуф V захватил западные земли эмирата и вступил в Гранаду, изгнав оттуда Абу Насра Сада. Однако уже в декабре того же года Юсуф V скончался, и Абу Нас Саид возвратил себе эмирский трон.
В августе 1464 года гранадский эмир Абу Наср Сад был свергнут с престола своим старшим сыном и наследником Абу-ль-Хасаном Али, который пользовался поддержкой клана Абенсераги.